# Fortunat Saryusz Wolski
Fortunat Amadeusz Józef Saryusz Wolski herbu Jelita (ur. 23 października 1801 we wsi Ruda Maleniecka w powiecie koneckim w dawnym Królestwie Polskim, zm. 19 kwietnia 1848 w Rudzie Guzowskiej, obecnie przedmieście Żyrardowa) – sierżant w Szkole Podchorążych, oficer powstania listopadowego, kawaler Krzyża Złotego Orderu Virtuti Militari, urzędnik Kolei Warszawsko-Wiedeńskiej.

## Życiorys
Rodzicami byli Franciszek Saryusz Wolski herbu Jelita, dziedzic Ostałówka ziemi opoczyńskiej oraz Pelagia z domu Pniewska. Ojciec, zwany „majorem”, weteran wojen napoleońskich, był prawdopodobnie porucznikiem 8 Pułku Piechory Księstwa Warszawskiego, który podał się do dymisji, aby nie służyć pod komendą rosyjską po upadku Księstwa Warszawskiego.
Fortunat Wolski był sierżantem 3 Pułku Piechoty Liniowej w Szkole Podchorążych w Warszawie. Nie brał udziału w wydarzeniach nocy z 29 na 30 listopada 1830, które były początkiem powstania listopadowego, ponieważ leżał tego wieczoru chory w Szpitalu Ujazdowskim. 9 grudnia awansował na podporucznika, następnie był przydzielony do 3 Pułku Piechoty Liniowej. 13 czerwca 1831 awansował na porucznika 12 Pułku Piechoty Liniowej.
Odznaczył się w bitwach pod Stoczkiem 14 lutego 1831 i w Olszynce Grochowskiej 25 lutego. W czasie bitwy o Olszynkę został ranny w obie nogi, a jego brat Leopold Aleksander zmarł z odniesionych podczas bitwy ran. 17 sierpnia 1831 rekonesans, w którego skład wchodziły dwa bataliony 3 Pułku Piechoty, wpadł w zasadzkę i poniósł klęskę w bitwie pod Broniszami. Wiadomość o porażce zawinionej przez niekompetentnych dowódców negatywnie wpłynęły na nastrój w armii, a szczególnie na wzajemne zaufanie żołnierzy i oficerów. Dla podniesienia morale wojska 19 sierpnia w Kwaterze Głównej na Czystem rozkazem dziennym za bitwę pod Broniszami nadano 9 złotych i 21 srebrnych krzyży Virtuti Militari. Fortunat Saryusz Wolski został odznaczony Krzyżem Złotym Orderu Virtuti Militari. Po krwawych walkach ze szturmującymi miasto wojskami rosyjskimi Warszawa skapitulowała. W nocy z 7 na 8 września w Pałacu Namiestnikowskim podpisano układ, na mocy którego armia miała opuścić Warszawę i Pragę i skierować się w stronę województwa płockiego. Wobec zaprzestania przez wojsko działań zbrojnych i perspektywy internowania na terenie Prus, Fortunat Wolski złożył dymisję i 30 września został zwolniony z wojska. Powrócił z województwa płockiego do Warszawy 7 października.
Po upadku powstania liczni jego uczestnicy, zwłaszcza słuchacze Szkoły Podchorążych, zostali postawieni przed Sądem Najwyższym Kryminalnym z zarzutami:
....podżegania do krwawego powstania w dniu 29 listopada 1830 wynikłego, i o morderstwa, jakie na osobach Generałów Polskich, tudzież Officerów Rossyiskich i Polskich dokonane zostały.
Fortunat Wolski był więziony przez kilka miesięcy w związku z prowadzonym śledztwem i procesem. Po zwolnieniu z więzienia Fortunat Wolski objął dzierżawę rządowej wsi Jabłonica. Ze względu na złe wyniki ekonomiczne w 1844 zrezygnował z dzierżawy i przyjął stanowisko zawiadowcy stacji Wola Guzowska na świeżo uruchomionym pierwszym odcinku Kolei Warszawsko-Wiedeńskiej. W następnym roku zachorował, był leczony w Szpitalu Ewangelickim w Warszawie prowadzonym przez doktora Ferdynanda Dworzaczka. Zmarł 19 kwietnia 1848 w Rudzie Guzowskiej i został pochowany na cmentarzu w Wiskitkach.

## Rodzina
Żoną Fortunata była Izabella z domu Kaniewska (1809-1856). Mieli córki: Pelagię (1834-1895), żonę Franciszka Ludwika Bratkowskiego (ur. 1832), Józefę Kozłowską (1837-?), żonę Wincentego Anastazego Kozłowskiego (ur. 1831), Jadwigę (1840-1905), odważną kurierkę Rządu Narodowego w czasie Powstania Styczniowego, kanoniczkę, Wandę Umińską (1841-1926), uczestniczkę Powstania Styczniowego, działaczkę niepodległościową i syna Mieczysława (1844-1904), uczestnika Powstania Styczniowego, przemysłowca i filantropa.

## Odznaczenia
- Krzyż Złoty Orderu Virtuti Militari